# Manuel Le Lièvre
Pour les articles homonymes, voir Lièvre (homonymie).
Manuel Le Lièvre est un acteur français.

## Filmographie sélective

### Cinéma

#### Longs métrages
- 1997 : J'ai horreur de l'amour de Laurence Ferreira Barbosa
- 2000 : La Faute à Voltaire d'Abdellatif Kechiche
- 2000 : La Fidélité d’Andrzej Żuławski
- 2002 : Le Frère du guerrier de Pierre Jolivet
- 2003 : Mais qui a tué Pamela Rose ? d'Éric Lartigau
- 2003 : Après la pluie, le beau temps de Nathalie Schmidt
- 2003 : Monsieur Ibrahim et les Fleurs du Coran (film) de François Dupeyron
- 2008 : La Première Étoile de Lucien Jean-Baptiste
- 2009 : Bancs publics (Versailles Rive-Droite) de Bruno Podalydès
- 2012 : Les Saveurs du palais de Christian Vincent
- 2017 : Aurore de Blandine Lenoir
- 2019 : La Sainte famille de Louis-Do de Lencquesaing

#### Courts métrages
- 1995 : Mon très cher frère de Raphaël Girardot
- 1995 : Tchao ! de Yann Piquer
- 1999 : Mais que fait la police ! de Clément Delage
- 2001 : Toujours tout droit de Mario Caniglia
- 2002 : À quoi ça sert de voter écolo ? de Aure Atika
- 2003 : Même pas mal d’Ivan Radkine
- 2010 : Sang froid de Julien Bossé
- 2010 : Monsieur l'Abbé de Blandine Lenoir

### Télévision
- 1996 : Cœur de cible de Laurent Heynemann
- 2004 : 93, rue Lauriston de Denys Granier-Deferre
- 2007 : Le Père Amable d'Olivier Schatzky (série télévisée Chez Maupassant) : Césaire
- 2007 : Gaspard le bandit de Benoît Jacquot
- 2008 : Guy Môquet, un amour fusillé de Philippe Bérenger
- 2009 : Le Petit Vieux des Batignolles de Claude Chabrol, (série télévisée Contes et nouvelles du XIXe siècle) : Godeuil
- 2011 : La Très Excellente et Divertissante Histoire de François Rabelais d'Hervé Baslé
- 2011 : Quand la guerre sera loin de Olivier Schatzky : Lucien
- 2011 : Drumont, histoire d'un antisémite français, téléfilm historique de Emmanuel Bourdieu : Georges Duval
- 2012 : La Grande Peinture de Laurent Heynemann : Jérémie, l'employé de la galerie Plute
- 2014 : Ceux de 14 d'Olivier Schatzky

## Théâtre
- 2007 : L'Acte inconnu de Valere Novarina à la cour d'honneur du palais des papes, festival d'Avignon
- 2011 : Le Suicidé de Nikolaï Erdman, mise en scène Patrick Pineau, Festival d'Avignon, Maison de la Culture de Bourges, Théâtre Vidy-Lausanne, tournée
- 2012 : Le Suicidé de Nikolaï Erdman, mise en scène Patrick Pineau, MC93 Bobigny, Théâtre du Nord, Théâtre des Célestins, tournée
- 2012 : La Mouette d'Anton Tchekhov, mise en scène Frédéric Bélier-Garcia, Nouveau théâtre d'Angers, tournée
- 2013 : Le Conte d'hiver de William Shakespeare, mise en scène Patrick Pineau, MC2, Théâtre Dijon-Bourgogne, tournée
- 2016 : L'Art de la comédie d'Eduardo De Filippo, mise en scène Patrick Pineau, Scène nationale de Sénart, tournée
- 2016 - 2017 : Le Bourgeois gentilhomme de Molière, mise en scène Denis Podalydès, tournée
- 2017 : Hôtel Feydeau, d'après Georges Feydeau, mise en scène Georges Lavaudant, Théâtre de l'Odéon
- 2017 : Dans un canard de Jean-Daniel Magnin, mise en scène Jean-Daniel Magnin, théâtre du Rond-Point
- 2019 : Tchekhov à la folie : L'Ours et Une demande en mariage de Anton Tchekhov, mise en scène Jean-Louis Benoît, Théâtre de Poche Montparnasse
- 2020 : On purge bébé de Georges Feydeau, mise en scène Émeline Bayart, théâtre de l'Atelier
- 2021 : Le Roi Lear de William Shakespeare, mise en scène Georges Lavaudant, Théâtre de la Porte Saint-Martin
- 2024 : Check-Up de Sébastien Thiéry, mise en scène Jean-Louis Benoît, théâtre Antoine
- 2025 : Rapport pour une académie de Franz Kafka, mise en scène Georges Lavaudant, MC93 Bobigny
- 2025 : Le Roi Nu de Evgueni Schwartz (traduction André Markowicz), mise en scène Sylvain Maurice. Théâtre du Peuple de Bussang (Vosges)

## Distinction
- Molières 2014 : nomination au Molière du comédien dans un second rôle pour Le Conte d'hiver